# Vladimír Kulík
Vladimír Kulík (27. března 1950, Třešť) je český houslista, pedagog a muzikolog, předseda poroty Mezinárodní houslové soutěže Josefa Muziky.

## Vzdělání a pedagogická činnost
Po absolvování pražské konzervatoře u PhDr. Josefa Micky a prof. Vladimíra Rejška, vystudoval AMU v Praze u Prof. Marie Hlouňové a hudební vědu na Karlově univerzitě u Prof. Vladimíra Sommera, Prof. Petra Ebena a Prof. Jaromíra Černého, kde v roce 1988 složil rigorózum a získal titul PhDr. Již během vysokoškolských studií působil jako houslista v Symfonickém orchestru hl. m. Prahy FOK a v komorním ansámblu Pražští komorní sólisté.
Na Konzervatoři v Pardubicích působí od jejího založení jako pedagog smyčcového oddělení (v letech 1990–2016 byl jeho vedoucím), přednášející dějin hudby a dalších hudebně-teoretických disciplín.
Tři desetiletí se podílel na vedení Symfonického orchestru posluchačů Pardubické Konzervatoře a často vystupoval i s Komorním orchestrem školy. S těmito tělesy koncertoval doma i v cizině a provedl s nimi se značným ohlasem i Smetanovu Hubičku na operním festivalu v pražském Národním divadle, Blodkovu operu V studni, či Dvořákovu Novosvětskou. Výkony obou těles jsou zaznamenány na CD i v našich médiích. V letech 2000 - 2004 byl šéfdirigentem Symfonického orchestru Visegradské čtyřky, později také jako dirigent Hořického komorního orchestru.
Vladimír Kulík působil i jako pedagog ve sféře vysokoškolské (Pedagogická fakulta Univerzity Hradec Králové) a je členem porot národních i mezinárodních soutěží. Řadu sezón byl rovněž dramaturgem Komorní filharmonie Pardubice, od čehož se odvíjí i jeho odborná publikační činnost – Hudební rozhledy, Hudební nástroje, regionální tisk, rozhovory pro Český Rozhlas apod. Je též autorem publikace o Pardubické konzervatoři k jejímu čtyřicátému výročí založení.
Současně s pedagogickou činností na Konzervatoři Pardubice vyučoval i na LŠU a ZUŠ v Praze, Pardubicích, Chrasti, Hrochově Týnci, Slatiňanech a v Hořicích. Vedle Muzikovy Nové Paky stál i u zrodu soutěže houslových duet Filcíkova Chrast.
Vladimír Kulík získal za svého života řadu ocenění, mezi která patří např. Cena Čs. Rozhlasu za nahrávku Suity pro smyčce Leoše Janáčka.

## Nahrávky a publikace
- Souborné CD: Janáček, Smetana, Voříšek – nahrál Symfonický orchestr Konzervatoře Pardubice, dirigoval Vladimír Kulík
- Suita pro smyčce Leoše Janáčka (CD)
- Disertační práce: Instrumentální tvorba Ivana Hrušovského, 1988, FF UK (uložena v Památníku národního písemnictví v Martině)

## Významní absolventi
- Petr Zdvihal – houslista, koncertní mistr Symfonického orchestru Českého rozhlasu, primárius Heroldova kvarteta, vítěz Beethovenova Hradce a Konkurzu Nadace Yehudi Menuhina
- Jiří Pinkas – houslista a violista, laureát několika významných soutěží, člen Bennewitzova kvarteta (vítěze světové soutěže smyčcových kvartet Premio Paolo Borciani v Itálii roku 2008)
- Iva Kramperová – houslistka, sólistka a pedagožka Pardubické Konzervatoře, laureátka několika významných soutěží včetně vítězství v Konkurzu Yamaha, koncertní mistr úspěšného ansámblu Barocco sempre giovane
- JIHONG KIM – houslista, absolutní vítěz mezinárodní interpretační soutěže Pro Bohemia Ostrava 2017[8]
- IGOR KHOMENKO – violista, absolutní vítěz interpretační Soutěže konzervatoří ČR 2008[9]